# Rotunda św. Prokopa w Strzelnie
Rotunda św. Prokopa w Strzelnie – największa romańska świątynia w Polsce zbudowana na planie koła, położona przy placu św. Wojciecha 1. Zapis w kronikach Jana Długosza podaje datę 16 marca 1133 jako dzień jej konsekracji. Ostatnie badania archiwalne wskazują na równoczesny czas ukończenia rotundy i pobliskiego kościoła norbertanek (drugie dziesięciolecie XIII w.). Od 2018 pomnik historii.

## Rotunda

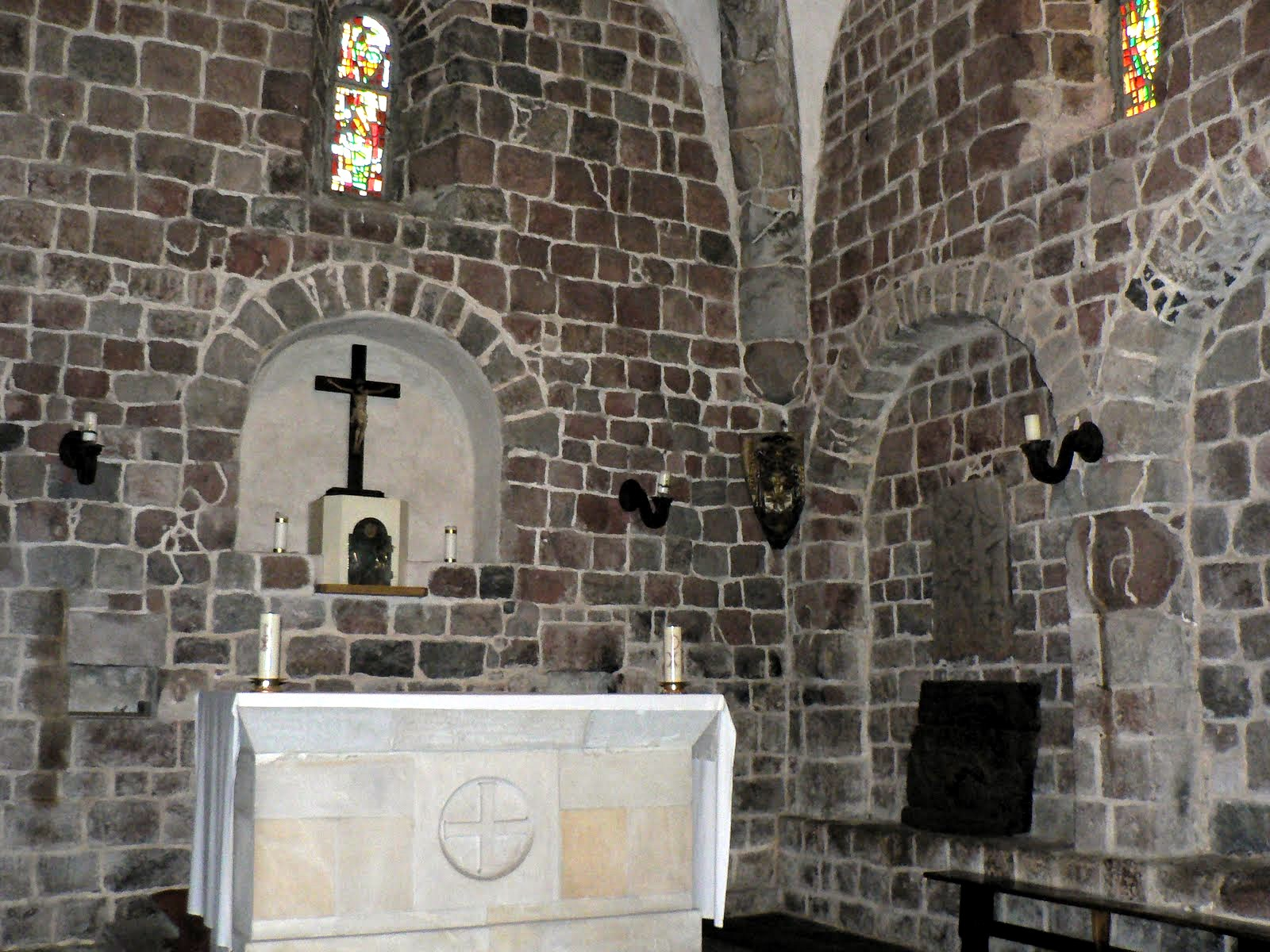
Wnętrze rotundy

Budowla wykonana została z granitowych ciosów kamiennych z elementami konstrukcyjno-dekoracyjnymi z piaskowca, z późniejszymi elementami z cegły. Do rotundy, pełniącej funkcję nawy, przylegają:
- od strony wschodniej – prezbiterium na planie kwadratu, przykryte sklepieniem krzyżowo-żebrowym; należy nadmienić, że jest to jedyna na świecie romańska świątynia z czworokątnym prezbiterium,
- od północy – dwie małe apsydy,
- od zachodu – wysoka, podkowiasta wieża z wydatną skarpą od strony zachodniej i emporą na piętrze.

Podczas przebudowy w końcu XV lub na początku XVI wieku rozebrano i wymurowano ponownie w cegle górną część wieży i dodano do niej ceglaną skarpę od zachodu. W późniejszym okresie rotunda przestała pełnić funkcje kultowe i została włączona w zabudowania klasztoru norbertanek jako furta klasztorna. Sakralny charakter budowli został przywrócony w XVIII wieku. Podczas konsekracji w 1779 zmieniono wezwanie świątyni św. Krzyża na św. Prokopa. 
W 1812 kościół został sprofanowany przez żołnierzy napoleońskich, był prawdopodobnie używany w celach gospodarczych. Dokonano wtedy kolejnych przeróbek, m.in. rozebrano apsydy od północy i dodano do wieży czworoboczną kondygnację.
W 1892 dokonano pierwszej konserwacji kościoła, w tym czasie odtworzono apsydy od północy i część okien romańskich. Kolejną konserwację kościoła przeprowadzono w latach 1924–1925, próbując dostosować wnętrze do potrzeb kultu. 
Podczas II wojny światowej rotunda została zamieniona na magazyn. W 1945 Niemcy podłożyli ładunki wybuchowe w rotundzie. Wybuch i pożar zniszczyły górne partie wieży i całe wyposażenie wnętrza, natomiast ściany przetrwały. 
Prace konserwatorskie przeprowadzono w latach 1948–1952, przywracając pierwotny, romański charakter kościoła. W zamknięcie empory wieży wmontowano podczas rekonstrukcji biforium wsparte na oryginalnej romańskiej kolumnie niewiadomego pochodzenia.
Do elementów wystroju należą: odlew tympanonu fundacyjnego (z oryginału, po pożarze w 1945, zachowała się tylko głowa Chrystusa), kropielnica z XII wieku wykonana z jednej bryły kamienia, romański grobowiec, rzeźbione w drewnie lipowym pięć stacji drogi krzyżowej z XVII w., płaskorzeźbione przedstawienia św. Onufrego i św. Marii Egipcjanki z XVI w.

## Tympanon fundacyjny

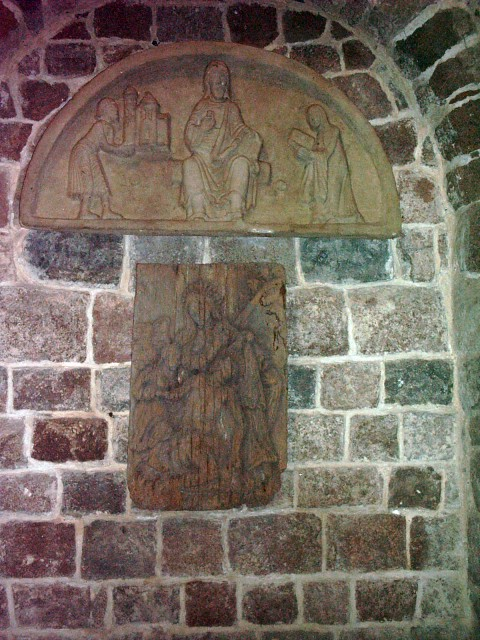
Tympanon fundacyjny rotundy i stacja drogi krzyżowej

W prezbiterium po lewej stronie przechowywana jest rekonstrukcja romańskiego tympanonu fundacyjnego kościoła z XII wieku, którego oryginał został zniszczony w 1945 roku. Kopię wykonano na podstawie odlewu ze zbiorów krakowskiego Muzeum Narodowego oraz fotografii oryginału z archiwum wojewódzkiego konserwatora zabytków w Poznaniu. Gdyby zachował się oryginał, byłby najstarszym tympanonem fundacyjnym w Polsce oraz jednym z najcenniejszych zabytków romańskich (romańskie tympanony fundacyjne w Polsce posiadają jedynie kościoły w Strzelnie i Wrocławiu). Nie wiadomo jednak, gdzie pierwotnie znajdowała się ta płaskorzeźba. Najczęściej tympanony umieszczano nad wejściem do świątyni, ta wersja jednak jest wykluczona, gdyż rozmiary tego nie odpowiadają wymiarom drzwi wejściowych.
Na tympanonie przedstawiono trzy postacie: 
- w centralnej części Chrystus tronujący,
- po lewej stronie postać młodego fundatora ofiarowującego model rotundy, oddający jej architektoniczny wygląd,
- a po prawej kobietę z otwarta księgą.

Brak jakiegokolwiek opisu mającego nam zdradzić nazwiska fundatorów. Możemy się jedynie domyślać, że to wojewoda Krystyn – syn Piotra Wszeborowicza, dobroczyńcy norbertanek ze Strzelna. Natomiast kobieta z księgą to zapewne przeorysza. 
Chrystus przedstawiony na środku zasiada na tronie, prawą ręką błogosławi, a w lewej trzyma otwartą księgę. Fundator w geście pokory i szacunku (na lekko ugiętych kolanach, pochylony) wręcza model kościoła Chrystusowi. Model na tympanonie idealnie pasuje do dzisiejszego kształtu rotundy.

## Galeria

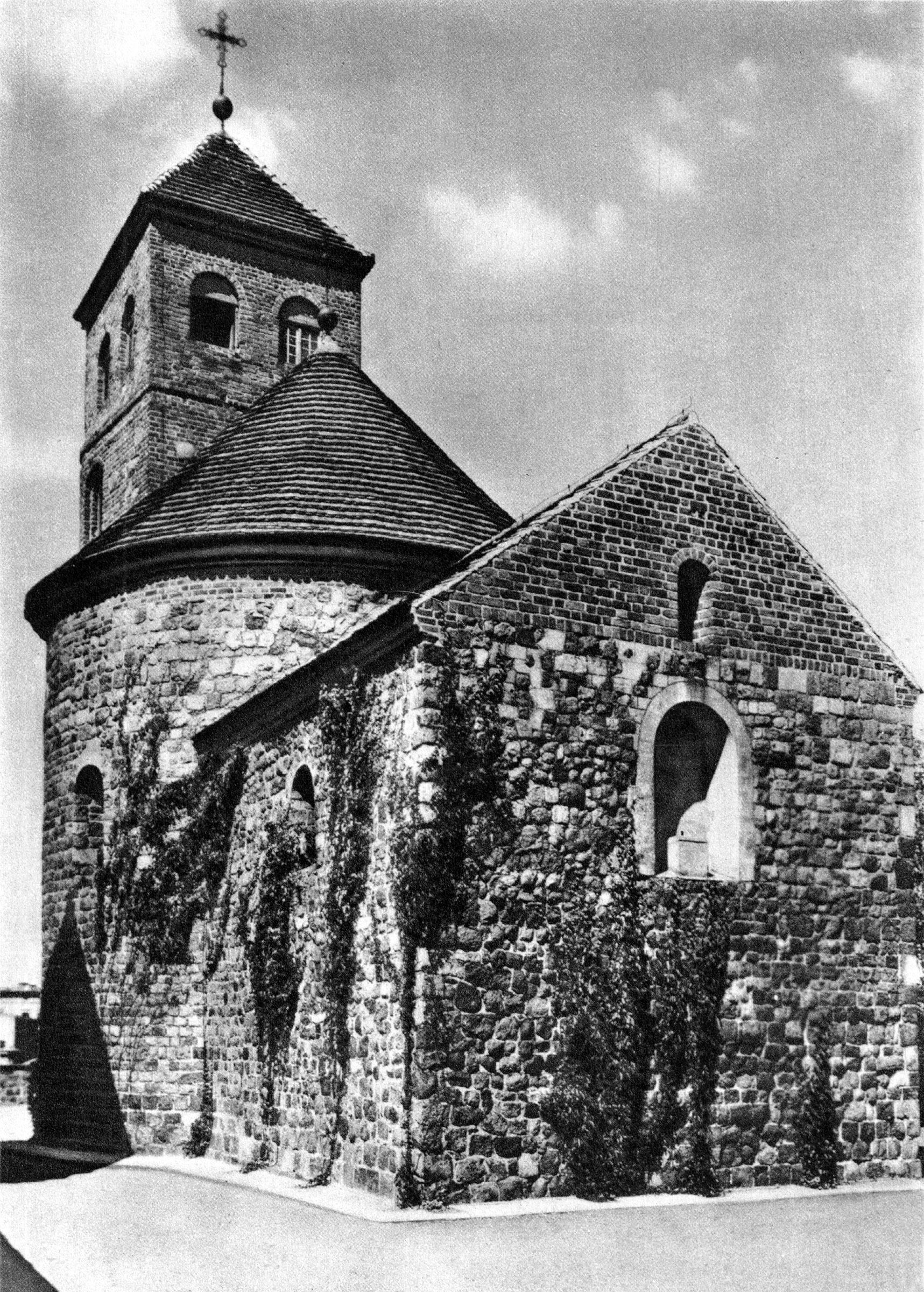
Rotunda św. Prokopa w 1939 roku
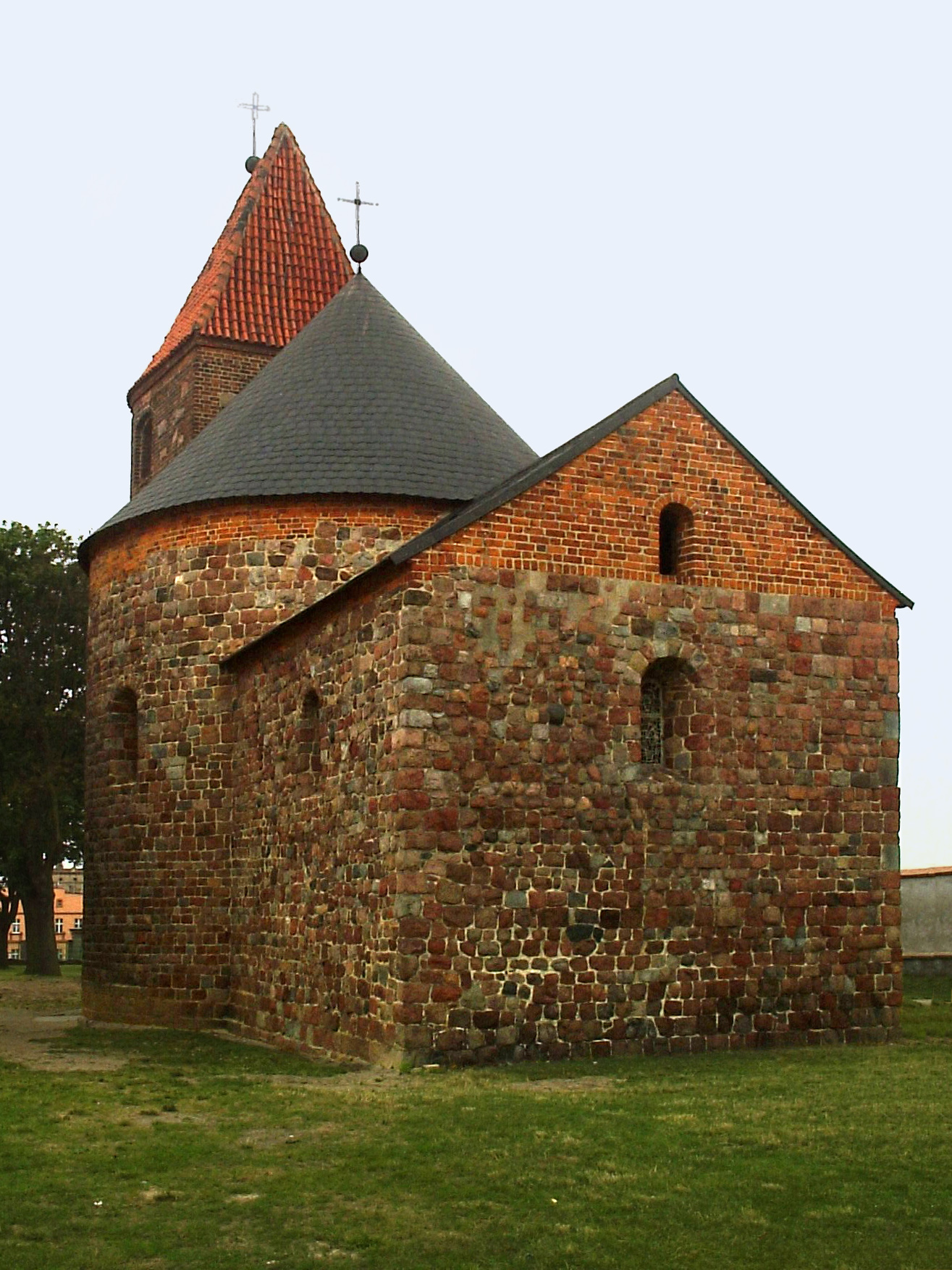
Widok od strony prezbiterium w 2005 roku
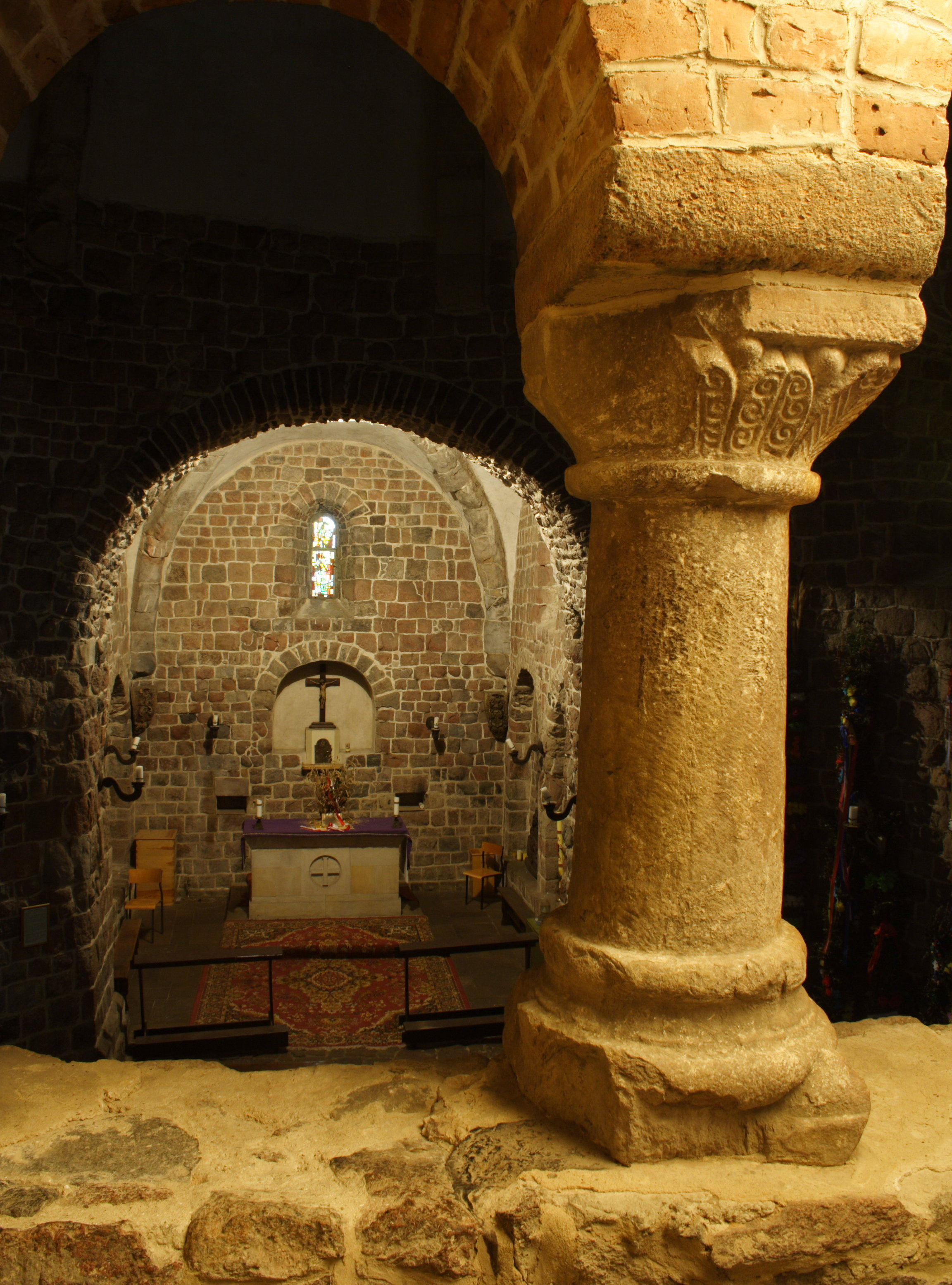
Widok wnętrza z empory
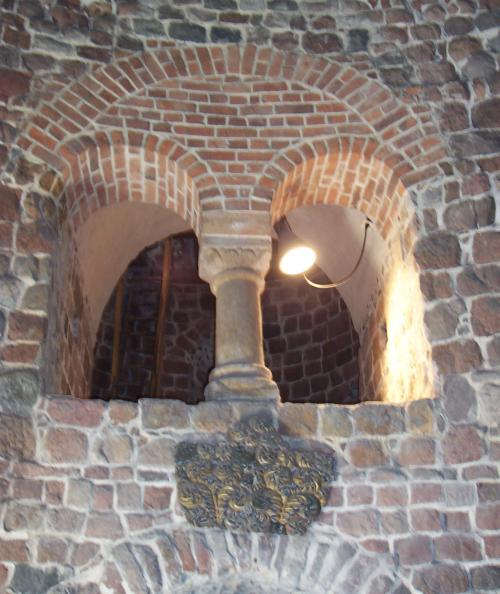
Empora z biforium
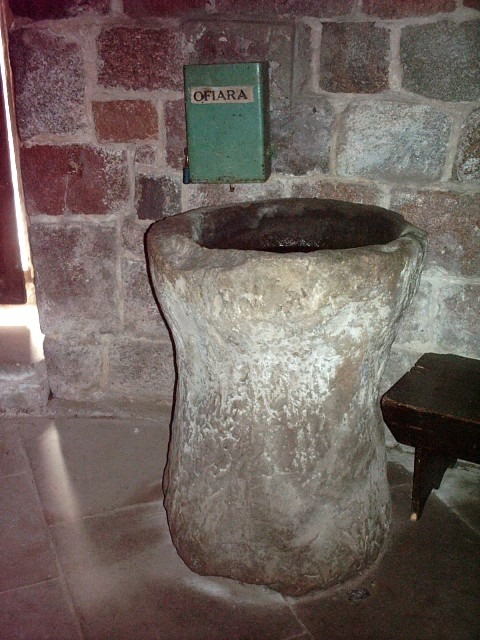
Kropielnica z XII wieku